# 仮屋町
仮屋町（かりやちょう）は、兵庫県津名郡にあった町。現在の淡路市の北東部、神戸淡路鳴門自動車道・東浦インターチェンジの南方一帯にあたる。本項では町制前の名称である来馬村（くるまむら）についても述べる。

## 地理
- 海洋：大阪湾

## 歴史
- 1889年（明治22年）4月1日 - 町村制の施行により、仮屋浦・久留麻村の区域をもって津名郡来馬村が発足。
- 1912年（明治45年）3月1日 - 来馬村が町制施行のうえ改称して仮屋町となる。
- 1956年（昭和31年）4月1日 - 岩屋町・浦村・釜口村と合併して淡路町が発足。同日仮屋町廃止。

## 交通

### 道路
- 国道28号